# Mossflox
Mossflox (Phlox subulata) är en blågullsväxtart. Mossflox ingår i släktet floxar, och familjen blågullsväxter.

## Underarter
Arten delas in i följande underarter:
- P. s. australis
- P. s. brittonii
- P. s. setacea
- P. s. subulata

## Bildgalleri

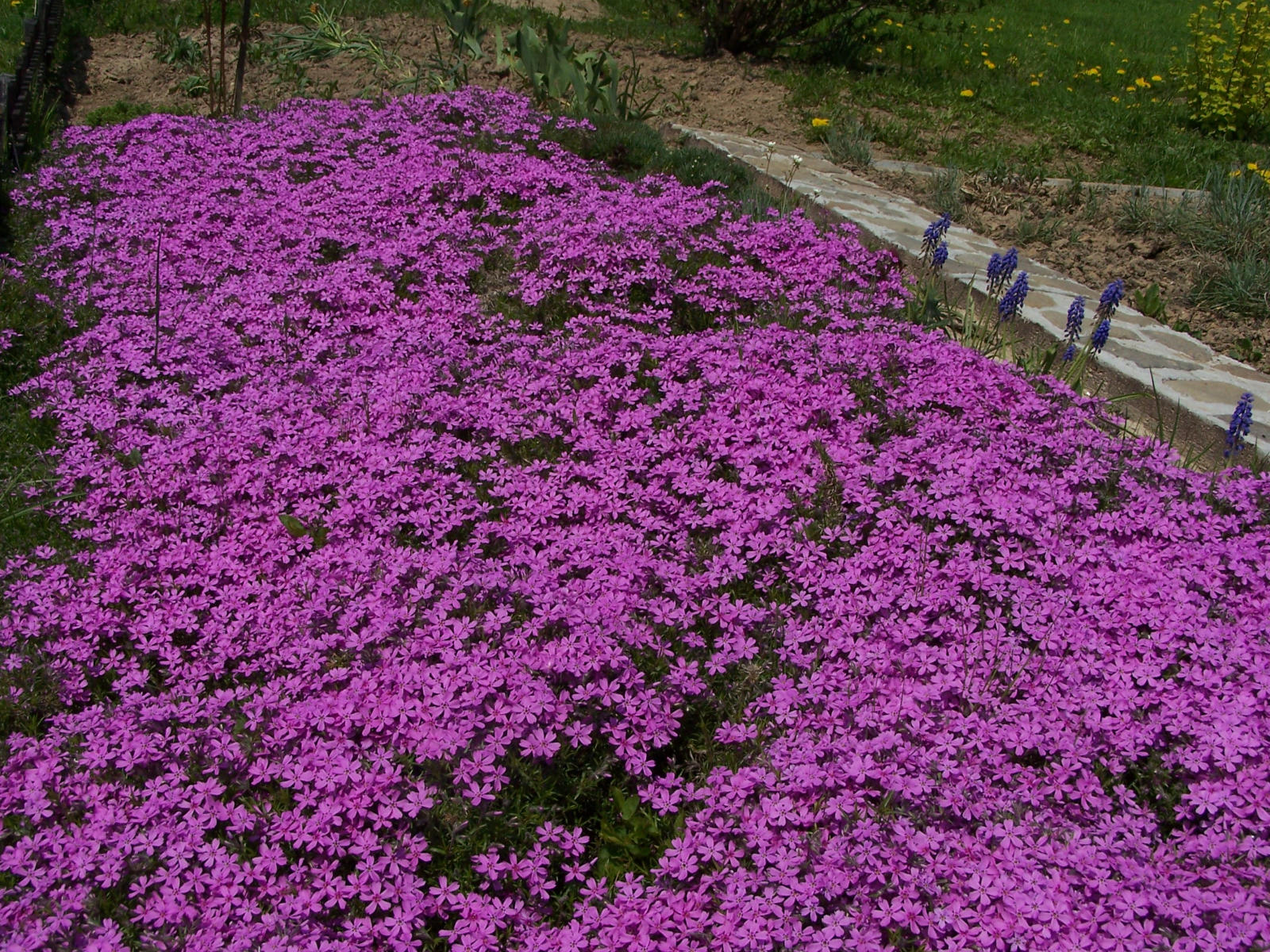
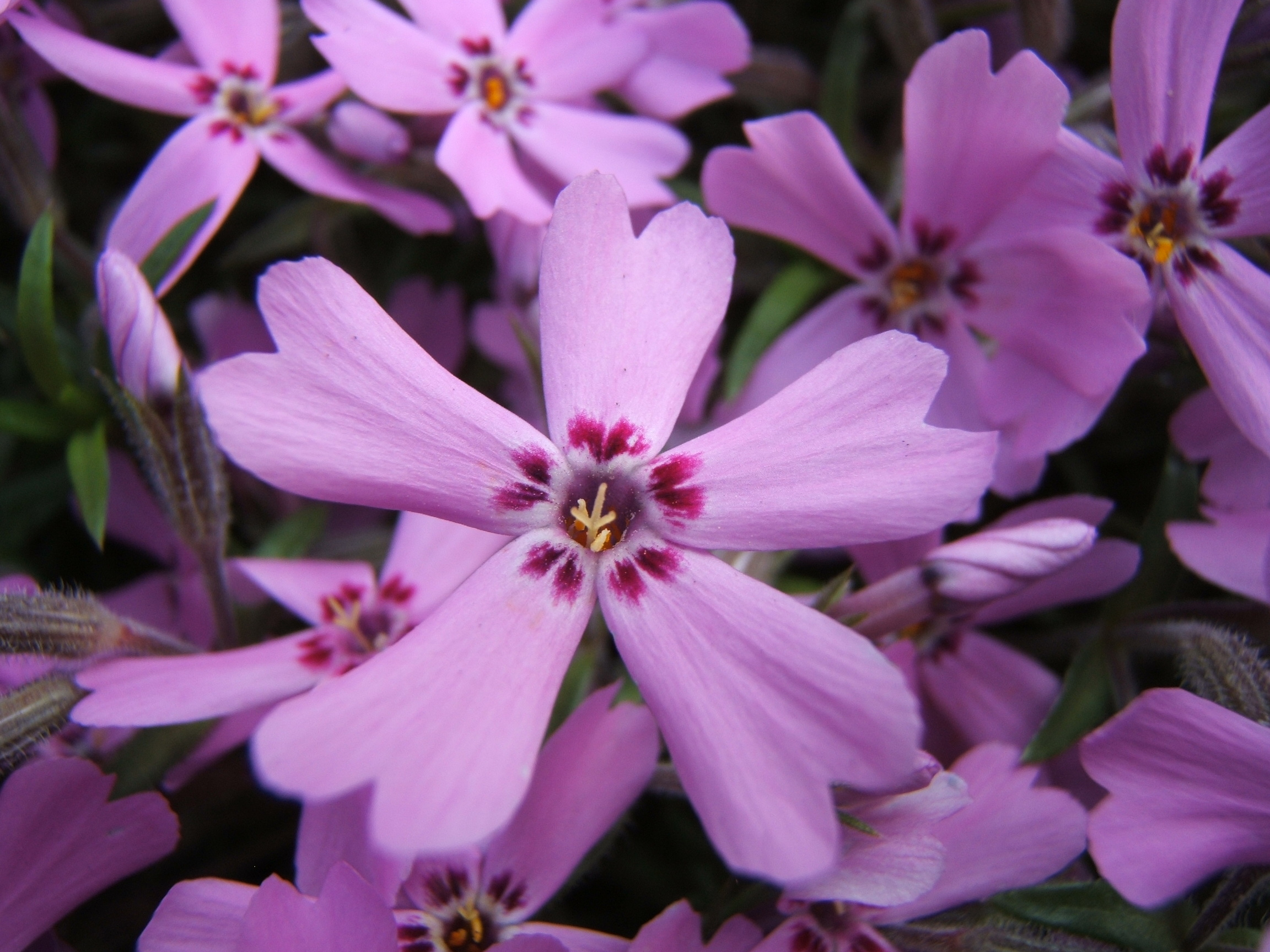
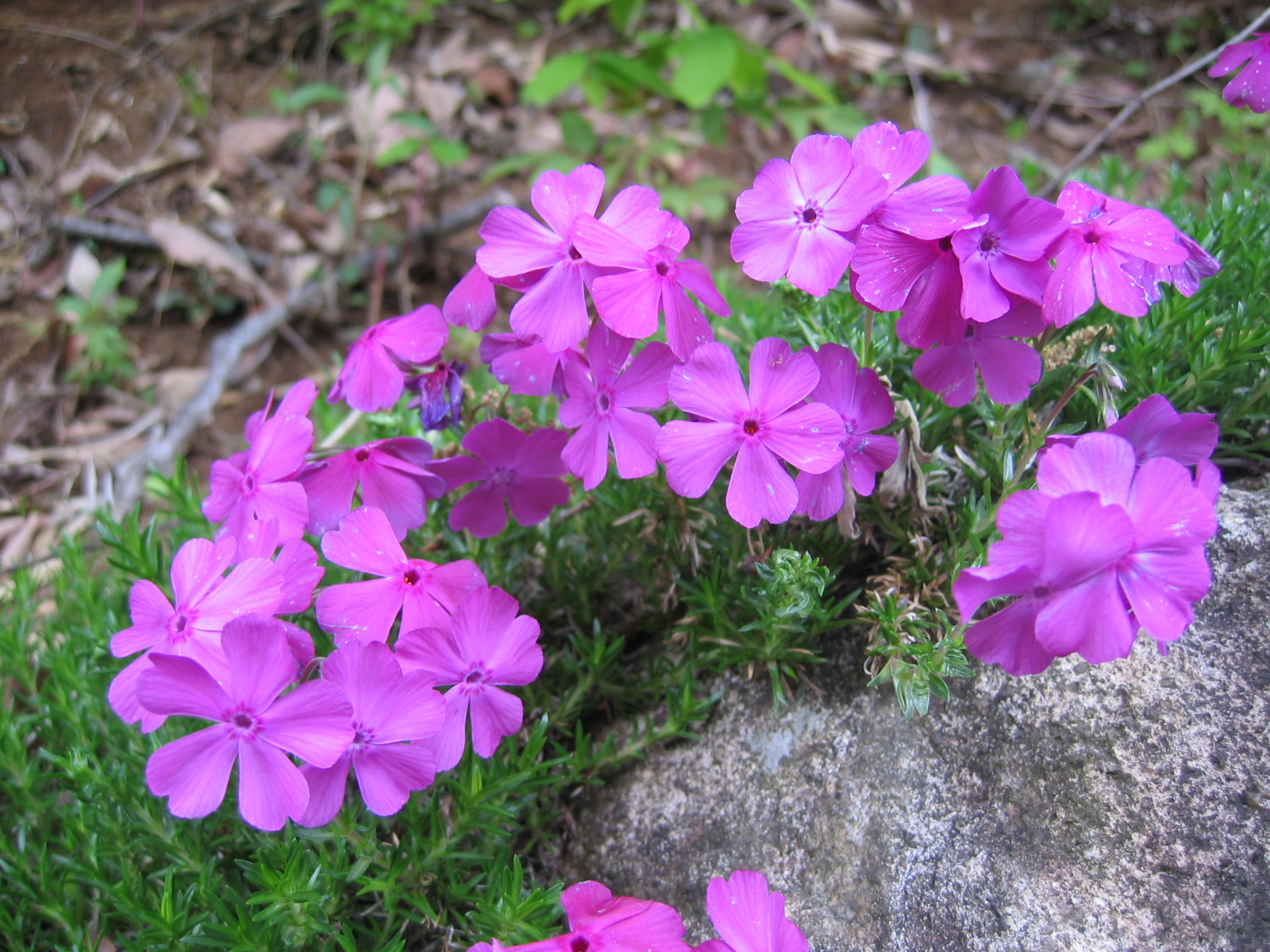
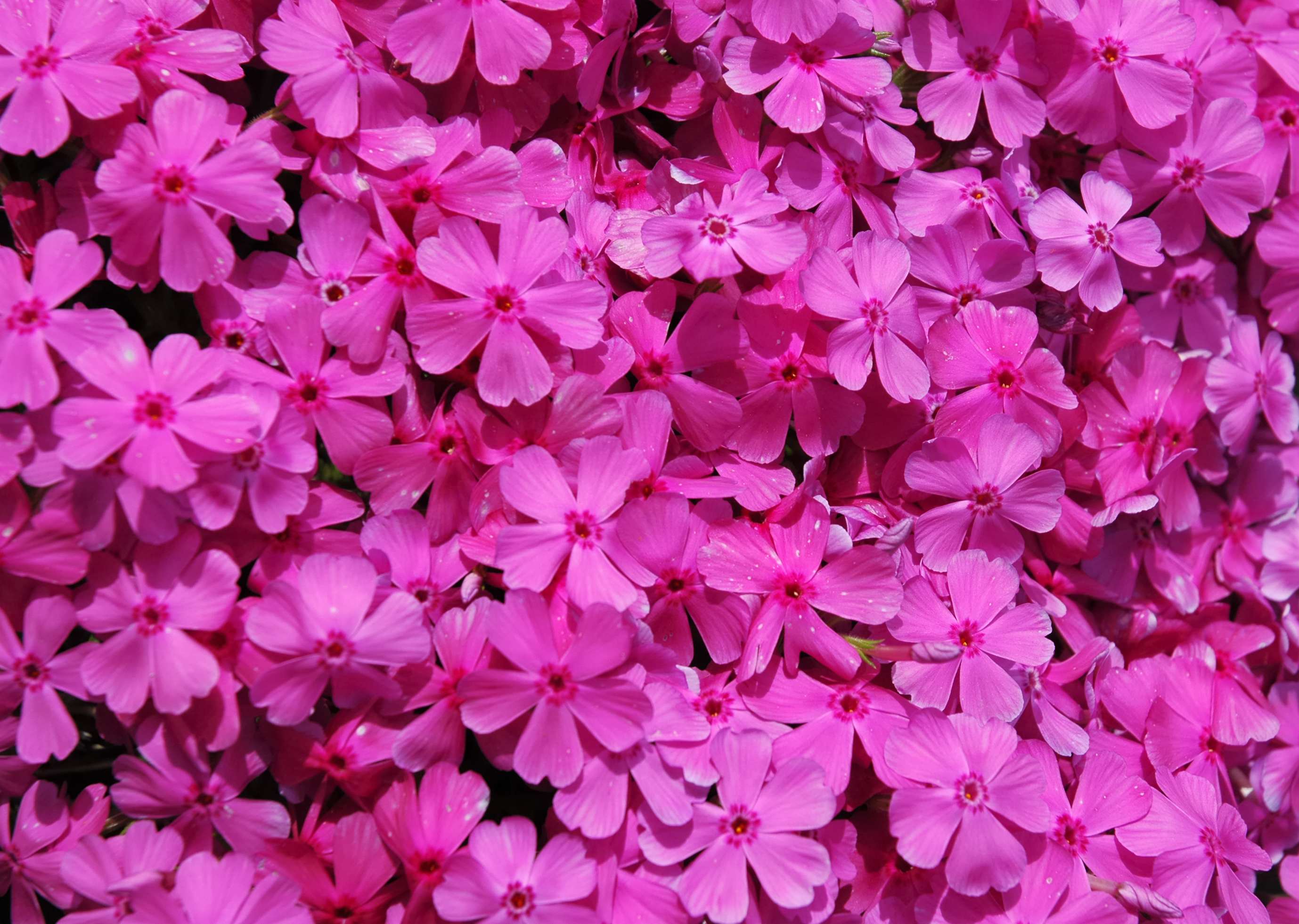
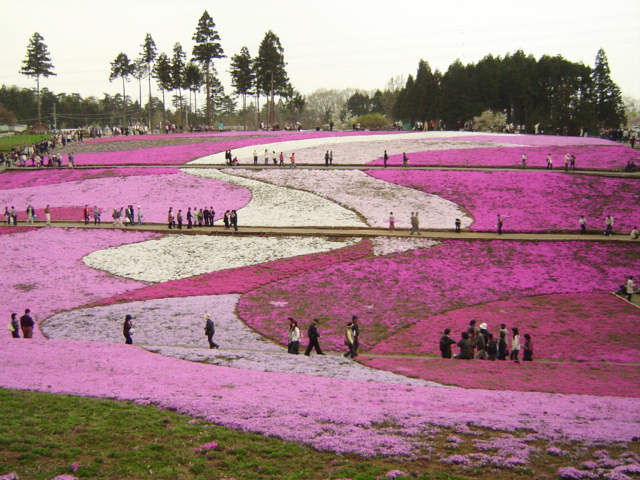
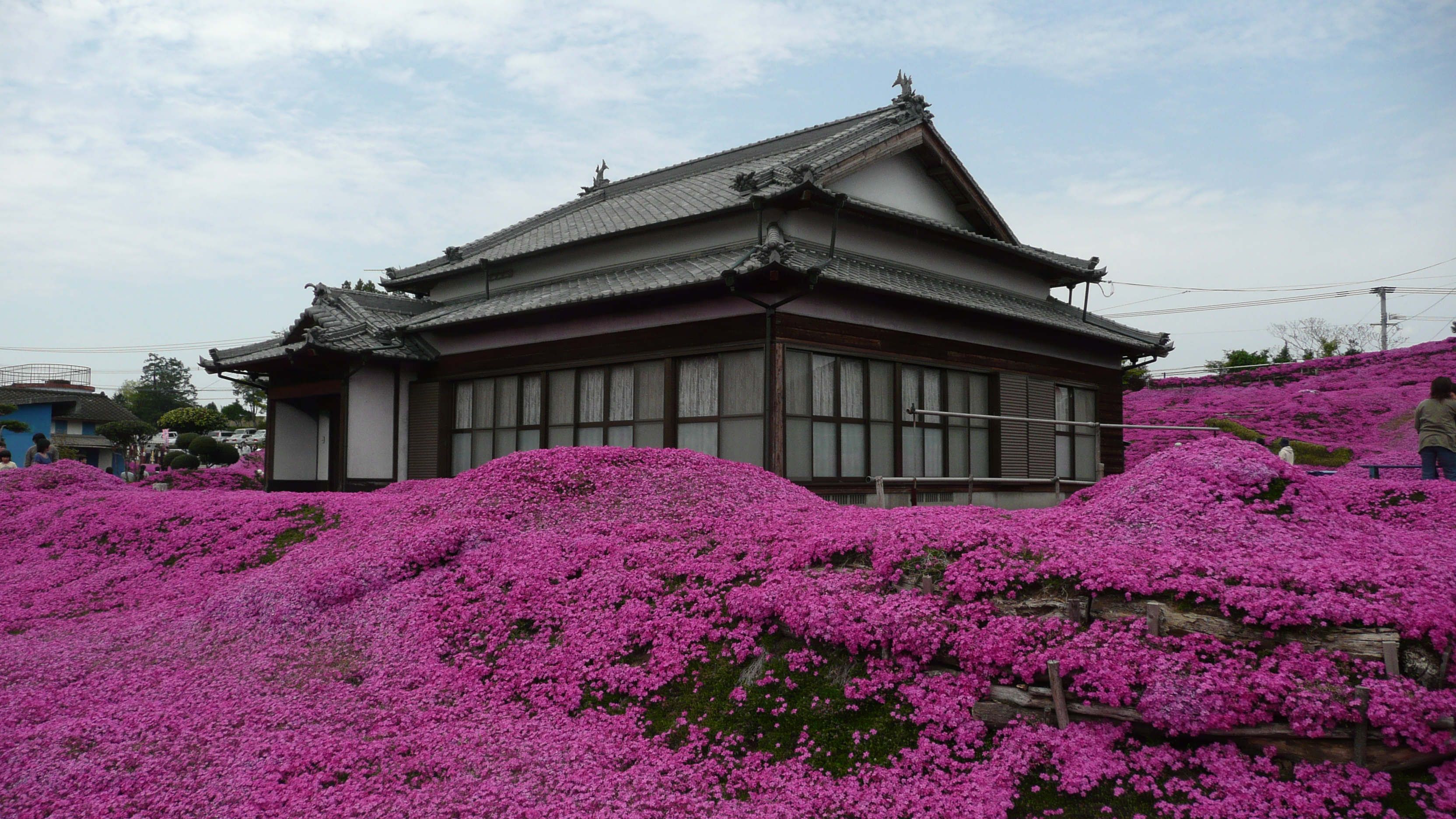